# Pratdip
Pratdip è un comune spagnolo di 532 abitanti situato nella comunità autonoma della Catalogna.